# Anthony Lee Kok Hin
Anthony Lee Kok Hin (* 20. März 1937 in Miri) ist ein malaysischer Geistlicher und emeritierter Bischof von Miri.

## Leben
Anthony Lee Kok Hin empfing am 2. Januar 1966 die Priesterweihe.
Papst Paul VI. ernannte ihn am 30. Mai 1977 zum Bischof von Miri. Die Bischofsweihe spendete ihm der Erzbischof von Kuching, Peter Chung Hoan Ting, am 20. November desselben Jahres; Mitkonsekratoren waren Gregory Yong Sooi Ngean, Erzbischof von Singapur, und Simon Michael Fung Kui Heong, Bischof von Kota Kinabalu.
Am 30. Oktober 2013 nahm Papst Franziskus seinen altersbedingten Rücktritt an.